# Archivo de la Fundación Bernardo Aladrén
El Archivo de la Fundación Bernardo Aladrén alberga parte del patrimonio documental aragonés y tenía su sede en la ciudad de aragonesa de Zaragoza (España). En la actualidad su patrono fundador UGT Aragón, no prevé ningún tipo de servicio, proyecto, ni actividad por lo que permanece sin personal y cerrado al público.

## Historia
La Fundación Bernardo Aladrén se pone en marcha en 2001 con el objetivo de canalizar las actividades culturales organizadas por el sindicato UGT-Aragón y para ser intermediario entre el sindicato y el mundo cultural aragonés.
El Archivo de la Fundación Bernardo Aladrén se crea en 2005 con el objetivo de reunir en un mismo espacio, organizar y difundir la documentación histórica del sindicato Unión General de Trabajadores de Aragón (UGT-Aragón).
En 2008 el Archivo puso en marcha el Centro de la Memoria Manuel Albar para difundir en internet el patrimonio de la Fundación. El Centro ofrecía, en formato digital, publicaciones periódicas relacionadas con la UGT en Aragón, documentos digitalizados, catálogo de la biblioteca especializada en Historia Social y testimonios orales de los protagonistas de la historia reciente.
En enero de 2011 la Fundación firmó un convenio con la Consejería de Educación, Cultura y Deporte del Gobierno de Aragón, por el que el archivo se incorporó al Sistema de Información del Patrimonio Cultural Aragonés (SIPCA) a través de DARA, Documentos y Archivos de Aragón. Gracias a este convenio se pueden consultar sus fondos digitalizados. 

## Edificio
El Archivo de la Fundación Bernardo Aladrén tenía su sede en Zaragoza (España) en la C/ Eduardo Jimeno Correas s/n.

## Fondos documentales
El Archivo de la Fundación Bernardo Aladrén conserva la documentación histórica del sindicato Unión General de Trabajadores (UGT) en Aragón desde su fundación a finales del siglo XIX hasta la actualidad.
La Sección Histórica del Archivo digitalizada y consultable a través del buscador DARA, se compone de las siguientes subsecciones:
1. Sindicatos y Federaciones (1918-1979). Recoge la documentación producida por los sindicatos desde su fundación hasta 1977, año en que se regula su funcionamiento actual
2. Archivos personales (1912-2006). Documentación procedente de donaciones de particulares, militantes y simpatizantes del sindicato.
3. Organizaciones políticas (1934-1980). A través de ella se puede estudiar la estructura de dichas organizaciones y las relaciones entre ellas.
4. Organizaciones (1928-1975). Documentación variada de diversa procedencia.

El fondo documental de este archivo es de gran interés no sólo para el estudio del sindicato UGT en Aragón, sino del movimiento obrero en general, el sindicalismo, las relaciones laborales, y la historia social en Aragón durante todo el siglo XX.

## Acceso
El acceso a algunos de los documentos de este archivo puede por verse limitado por razones de protección de datos personales según lo establecido por la Ley Orgánica 15/1999, de 13 de diciembre de Protección de Datos de Carácter Personal (LOPD) vigente en España.

## Enlaces de interés
- Archivo de la Fundación Bernardo Aladrén
- Buscador de documentos digitalizados en DARA, Documentos y Archivos de Aragón

- Datos: Q15690193